# خورخه هوراسیو بریتو
خورخه هوراسیو بریتو (انگلیسی: Jorge Horacio Brito؛ زادهٔ ۲۳ ژوئیهٔ ۱۹۵۲) کارآفرین، بانکدار، بازرگان و مدیر ارشد اجرایی آرژانتینی است، که در حال حاضر به‌عنوان مدیر عامل اجرایی بانکو ماکرو فعالیت می‌کند.